# Opération Medusa
Une proposition de fusion est en cours entre Deuxième bataille de Panjwaye et Opération Medusa.
 (novembre 2024).
Si vous disposez d'ouvrages ou d'articles de référence ou si vous connaissez des sites web de qualité traitant du thème abordé ici, merci de compléter l'article en donnant les références utiles à sa vérifiabilité et en les liant à la section « Notes et références ».
Guerre d'Afghanistan
L'opération Medusa est une opération menée par les Forces armées canadiennes et l'Armée nationale afghane du 2 au 17 septembre 2006. Elle est menée dans la vallée de la rivière Arghandab et centrée sur Panjwaye. Des unités américaines, danoises et néerlandaises ont aussi pris part aux combats. La Force internationale d'assistance et de sécurité (FIAS) y élimine une grande partie des forces talibanes piégées dans la vallée.

## Contexte
Le but de l'opération est d'éliminer un important centre taliban qui a repris la vallée après le départ des troupes afghanes et canadiennes qui s'en étaient emparés en juillet 2006.

## Déroulement de l'opération
La bataille débute le 2 septembre par d'intenses bombardements coordonnées impliquant des canons d'artillerie M777, des hélicoptères d'attaque Apache, des chasseurs Harrier et F-16, ainsi que des bombardiers B-1 Lancer,. Ces frappes ciblent les positions insurgées dans les secteurs désignés Rugby et Cricket. Selon la FIAS, ces premières heures d'offensive entraînent la capture de 80 insurgés et la mort de 200 autres.[réf. nécessaire]

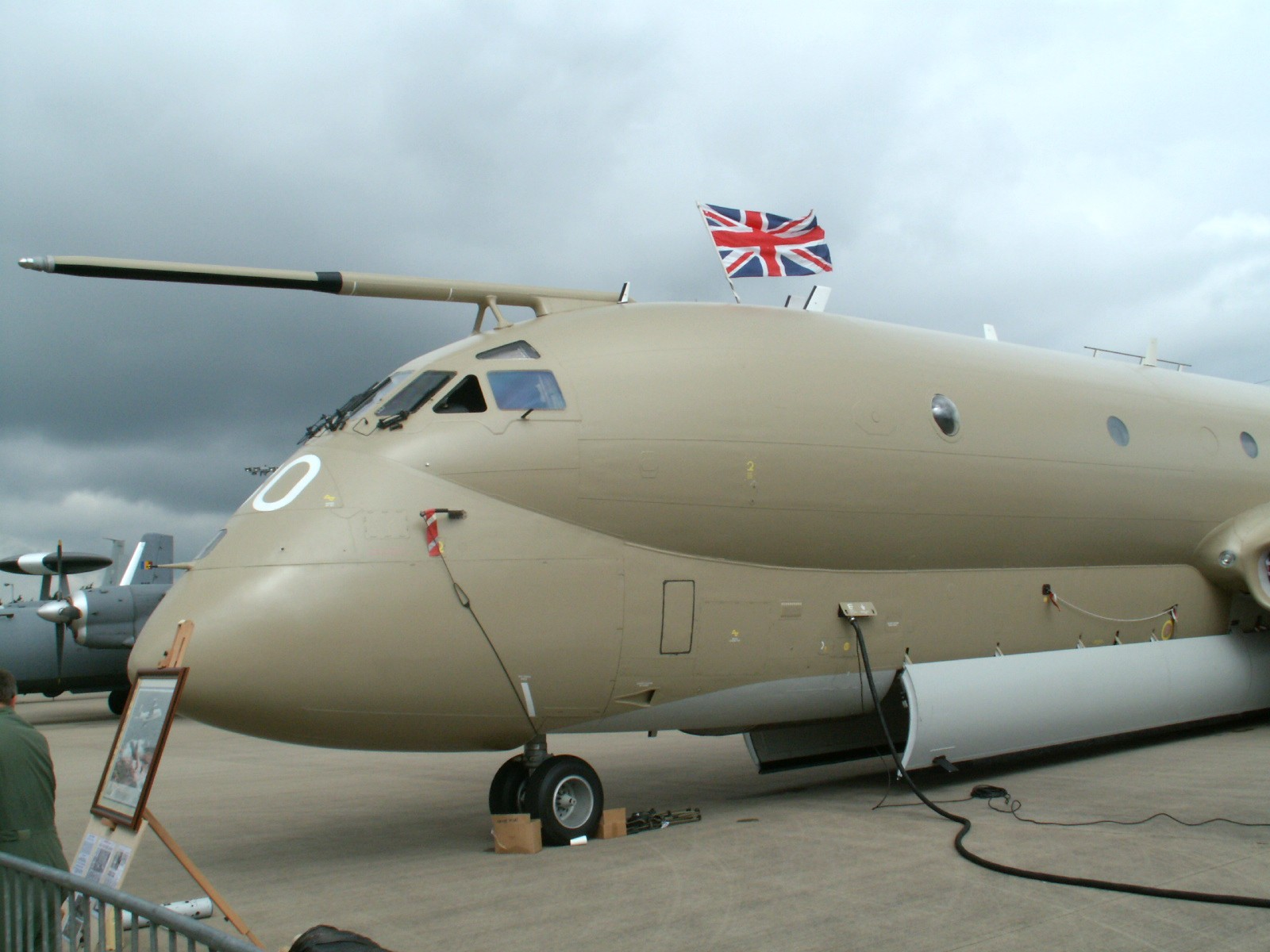
Le Nimrod immatriculé XV230 détruit en 2006 photographié en 2005.

Vers 09h30, un avion de reconnaissance Nimrod MR2 de la Royal Air Force, immatriculé XV230, s'écrase alors qu'il tente d'atteindre la base aérienne de Kandahar. Une fuite de carburant survenue lors d'un ravitaillement en vol provoque un incendie dans la soute à bombes. L'équipage signale immédiatement la situation et descend de 23 000 à 3 000 pieds en moins de deux minutes dans l'espoir d'atteindre Kandahar. Escorté par un Harrier, l'appareil passe au-dessus des unités terrestres engagées dans l'opération avant qu'une première explosion n'arrache une aile, suivie d'une seconde qui désintègre l'avion, à environ 40 kilomètres de Kandahar, près du village de Chil Khor. Les quatorze occupants, soit douze membres de la RAF, un Royal Marine et un soldat britannique, périssent dans l'accident. Il s'agit de l'accident ayant causé le plus grand nombre de morts parmi les militaires britanniques depuis la guerre des Malouines en 1982.
Pendant ce temps, les troupes terrestres de la coalition prennent position au nord et au sud de la vallée. Au soir, les Canadiens franchissent la rivière Arghandab en direction du groupe de villages de Pashmul. Au sud, ils se heurtent à une solide défense et perdent plusieurs véhicules. Cependant, l'erreur de tir d'un avion A-10 américain cause de lourdes pertes aux Canadiens (1 mort et une trentaine de blessés), qui se voient fortement affaiblis sur ce front. Les artilleries canadiennes et néerlandaises reprennent alors leurs attaques. Au quatrième jour, les Talibans sont quasiment encerclés par la FIAS.
La réduction de la poche va alors commencer. Le 5 septembre, les insurgés sont repoussés et subissent de lourdes pertes. Les deux jours suivants sont relativement calmes. Les combats reprennent les 8 et 9 septembre et de nombreux insurgés sont tués tandis qu'une fabrique et une cache d'armes sont prises par les Canadiens. Une contre-attaque talibane est ensuite repoussée le 10 septembre. Quatre jours plus tard, les forces afghanes et canadiennes sont maîtres de la vallée. Les rescapés talibans parviennent à gagner la province de Farah.

## Pertes
La FIAS a perdu 26 hommes (dont 14 Britanniques dans le crash de leur avion) alors que les pertes talibanes sont estimées par l'OTAN à 512 tués et 136 prisonniers.

## Suites de l'opération
Après ce succès, la Coalition décide de lancer de nouvelles offensives contre les Talibans. En effet, dès le 16 septembre débute l'opération Mountain Fury. De leur côté, les Canadiens sont encore aux prises avec quelques groupes talibans dans le district de Panjwaye qui les conduiront à lancer l'opération Falcon Summit en décembre.